# Michel des Agrapha
Pour les articles homonymes, voir Saint Michel.
Michel des Agrapha, martyr à Thessalonique en 1544, est un saint orthodoxe, laïc et boulanger de profession. Sa mémoire est célébrée le 10 mars,.

## Vie
Michel des Agrapha est né dans la région des Agrapha, des montagnes situées à l'extrémité sud de la chaîne du Pinde, entre Karditsa et Karpenísi. Durant toute la domination ottomane, cette région peuplée de Grecs et de Valaques s'est distinguée par sa résistance implacable et déterminée à la tutelle islamique. C'est pourquoi, à titre exceptionnel, l'usage s'est établi de désigner le saint néomartyr Michel non pas selon le lieu de son combat, Thessalonique, mais selon le lieu de sa naissance selon la chair et de ses ancêtres.
Il est né dans le village de Granitsa, dans le territoire de l'actuelle métropole de Karpénission. Après la mort de son père, il se marie et vient s'établir comme boulanger à Thessalonique. Du produit de son travail il ne gardait que le strict nécessaire et répandait le reste en aumônes. Il était assidu aux offices de l'Église. Le jour du dimanche de la Sainte Croix qui marque le milieu du Grand Carême, il prend la résolution de suivre le Christ jusqu'à la mort.
Trois jours plus tard, sa boutique est le lieu d'une vive controverse à motif religieux. On se prononce sur les vertus respectives de l'islam et de la foi chrétienne. Les esprits s'échauffent. Le bruit attire la foule. On accuse Michel d'avoir blasphémé contre le prophète de l'islam. Il est amené devant le juge qui le menace d'être brûlé vif. Il déclare : « Je crois en mon Seigneur Jésus-Christ qui est Dieu, Fils de Dieu, Créateur de l'univers et mon Rédempteur, et je suis prêt à souffrir tous les tourments par amour pour Lui. Prenez donc mon argent et achetez du bois pour me brûler vif, car je ne veux pas offrir de sacrifice à mon Dieu avec le vôtre ! »
Il fut jeté en prison et des chrétiens venaient le visiter pour l'encourager. Il les recevait le visage radieux, transfiguré par la Grâce, et il leur révéla que le Christ lui était apparu pour lui retirer toute crainte des supplices.
Le jeudi 21 mars 1544, on le tira de prison pour une ultime comparution. Le juge relut le procès-verbal de sa confession de foi et le somma d'abjurer moyennant avantages et honneurs. Le martyr répondit : « Que gagnerais-je à cet argent et à ces honneurs que tu me promets ? Allons, ne perds pas de temps, car j'ai hâte d'être offert en sacrifice à mon Dieu, d'être cuit comme un pain de choix, afin d'être offert sur l'autel de la Sainte Trinité. »
Ces paroles émurent beaucoup le juge mais, se ressaisissant, il prononça une sentance de mort.
Toute la ville l'accompagna au bûcher, soit pour l'insulter, soit pour l'encourager en priant secrètement pour qu'il reste ferme jusqu'au bout du martyre.

## Culte
Le martyre eut lieu le jeudi 21 mars 1544, mais ce n'est pas le 21 mars qui a été retenu pour sa mémoire liturgique. C'est le 10 mars. On peut avancer l'hypothèse que le 21 mars était cette année-là le jeudi avant le samedi de l'Acathiste et que le dimanche 10 mars 1544 était le dimanche de la Sainte-Croix lors duquel le saint néomartyr Michel prit la résolution de suivre le Christ jusqu'à la mort.
L'église de son village natal, Granitsa, est dédiée à sa mémoire.